# 라오콘 군상
라오콘 군상은 트로이 신관 라오콘과 그의 두 아들이 포세이돈의 저주를 받는 장면을 묘사한 고대 그리스 조각상이다. 이 작품은 1506년에 로마에서 발굴되어 바티칸 미술관에서 대중에 공개된 이후 가장 유명한 그리스 조각 중 하나가 되었다. 이례적으로 플리니우스가 극찬한 조각상과 매우 비슷하다. 트로이의 신관 라오콘과 그의 두 아들이 바다 뱀으로부터 공격을 당하는 모습을 묘사하며, 인물들의 크기는 실제 인간의 크기보다 크며, 높이는 10미터가 약간 넘는다
이 군상은 서양 미술에서 인간의 고통에 대한 원형적 상징이었으며, 예수의 수난이나 순교를 나타내는 기독교 예술에서 묘사되는 고통과는 달리, 이 군상의 고통은 어떤 속죄의 힘이나 보상을 나타내지는 않는다. 고통은 일그러진 얼굴 표현으로 나타나며, 분투하는 몸체, 특히 모든 부분이 뒤틀리는 라오콘의 몸체와 조화된다.
플리니우스는 이 작품이 로도스섬 출신의 세 명의 그리스 조각가가 제작했다고 주장하였으나, 제작 시기나 주문자는 제시하지 않았다. 양식 면에서는 그리스 전통 내에서 그리스주의 미술의 가장 훌륭한 예 중의 하나로 생각되지만, 이것이 원본인지 청동으로 만들어진 이전 동상의 복제인지는 밝혀지지 않았다. 이 작품이 기원전 2세기의 원본이라는 견해는 이제 거의 없으며, 많은 사람들이 이 작품을 이전에 청동으로 황제 시대에 만들어진 원작의 복제품으로 여기고 있다. 2세기 전의 페르가몬 양식을 사용하기 때문에 또 다른 사람들은 이 작품을 다른 시대에 제작된 원본의 복제라고 보고 있다. 이 작품은 부유한 로마인, 아마도 황실 가문의 저택을 위해 주문된 것으로 보인다. 제작 연대는 율리우스-클라우디우스 왕조 시기 [기원전 27년과 기원후 68년 사이]가 선호되기는 하지만 기원전 200년 경부터 기원후 70년대까지 다양하게 제시되었다.
발굴된 조각상은 거의 훌륭한 상태를 유지하고 있긴 하지만, 몇 개의 부분이 소실된 상태이다. 분석가들은 이 작품이 고대의 여러 시기에 재조형되었고, 발굴된 이후에는 여러 번의 복원을 거쳤다고 주장하였다.
하지만 복원 과정에서 복원이 불가능했던 작품도 있었다.

## 참고 문헌
- Beard, Mary, Times Literary Supplement, "Arms and the Man: The restoration and reinvention of classical sculpture", 2 February 2001, subscription required 보관됨 2008-10-11 - 웨이백 머신, reprinted in Confronting the Classics: Traditions, Adventures and Innovations, 2013 EBL ebooks online, Profile Books, ISBN 1-84765-888-1, 978-1-84765-888-3, Google Books
- Boardman, John ed., The Oxford History of Classical Art, 1993, OUP, ISBN 0-19-814386-9
- Clark, Kenneth, The Nude, A Study in Ideal Form, orig. 1949, various edns, page refs from Pelican edn of 1960
- Howard, Seymour, "Laocoon Rerestored", American Journal of Archaeology, Vol. 93, No. 3 (Jul., 1989), pp. 417–422.
- Spivey, Nigel (2001), Enduring Creation: Art, Pain, and Fortitude, University of California Press, ISBN 0-520-23022-1, 978-0-520-23022-4.